# RWD-19
RWD-19 – polski dwumiejscowy (w układzie tandem) sportowy samolot wyczynowy, zbudowany w 1938 r. w Doświadczalnych Warsztatach Lotniczych (DWL). Projekt samolotu został opracowany przez Jerzego Drzewieckiego oraz Tadeusza Chylińskiego w latach 1937-1938.

## Historia
W 1936 r. w Polsce brak było samolotu wyczynowego o wybitnie nowoczesnych założeniach, który byłby zbliżony swymi osiągami i kształtem aerodynamicznym do znanych na zachodzie Europy płatowców, takich jak z wytwórni niemieckiej Klemm czy francuskiej Caudron. Pod koniec 1936 r. inż. Jerzy Drzewiecki opracował projekt wstępny szybkiego samolotu rajdowego z przeznaczeniem głównie do pobicia rekordu długości przelotu. Projekt konstrukcyjny powstał na przełomie 1937/38 r. pod kierunkiem J.Drzewieckiego. Płat do tego samolotu zaprojektował Tadeusz Chyliński. Płatowiec RWD-19 ze znakami SP-BPD, został oblatany w październiku 1938 r. przez Eugeniusza Przysieckiego na lotnisku Okęcie w Warszawie. Okazało się, że prędkość max. samolotu była mniejsza o kilkanaście km/h niż zakładano. Fakt ten, jak również wiadomość o pobiciu przez niemiecki samolot Arado Ar 79 rekordu długości przelotu, skłoniło kierownictwo DWL do zrezygnowania z dalszych przygotowań do bicia tego rekordu. W zimie 1938/39 r. zostały ukończone pomyślnie badania samolotu przeprowadzone w Instytucie Technicznych Lotnictwa (ITL). Początkowo myślano o wykorzystaniu RWD-19 jako szybkich samolotów turystycznych, jak również do przeszkolenia pilotów na samoloty liniowe. Jednak ze względu na dostępność znacznie tańszych RWD-16 bis oraz RWD-21, władze L.O.P.P. postanowiły nie składać na nie zamówienia. RWD-19 był samolotem bardzo dobrze opracowanym pod względem aerodynamicznym, o zgrabnej linii. Płatowiec malowany był na kolor wiśniowy, natomiast strzała na kadłubie i znaki rejestracyjne były białe. Do wybuchu wojny prototyp znajdował się na terenie wytwórni na Okęciu i na początku września 1939 r. został zniszczony wskutek nalotu niemieckiego lotnictwa.

## Opis konstrukcji
Sportowy samolot wyczynowy – dwumiejscowy (w układzie tandem), wolnonośny dolnopłat konstrukcji mieszanej, podwozie stałe.
- Skrzydło dwudźwigarowe, trapezowe, składa się z trzech części. Środkowa jest wykonana z rur stalowych, pokryta blachą duralową i stanowi jedną część z kadłubem, zawiera dwa zbiorniki paliwa. Części zewnętrzne łatwo odejmowane, są całkowicie drewniane, pokryte sklejką do pierwszego dźwigara, a dalej płótnem. Skrzydło posiada na całej rozpiętości sloty na krawędzi natarcia, całkowicie automatyczne. Lotki są szczelinowe kryte płótnem. Klapy krokodylowe.
- Kadłub wykonany ze spawanych rur stalowych, kratownicowy, oprofilowany drewnem i pokryty płótnem. Ogrzewana kabina posiada dwa siedzenia umieszczone jeden za drugim. Okna ze szkła organicznego w kabinie są odsuwane i zapewniają bardzo dobrą widoczność dla pilota siedzącego z przodu. Dach nad obu siedzeniami jest otwierany, co ułatwia wsiadanie i wysiadanie. Obszerny bagażnik znajduje się za tylnym siedzeniem. Płatowiec posiada podwójne sterowanie, orczyk pilota jest regulowany w czasie lotu.
- Usterzenie wolnonośne, konstrukcji drewnianej, kryte płótnem. Statecznik poziomy regulowany w locie. Stery kryte płótnem a stateczniki sklejką.
- Podwozie o szerokim rozstawieniu, wolnonośne, jednogoleniowe, zaopatrzone w amortyzatory olejowo powietrzne o dużym skoku. Koła niskociśnieniowe posiadają hamulce, które za pomocą dźwigni są uruchamiane razem lub oddzielnie przy wychyleniu orczyka. Kółko ogonowe swobodne.

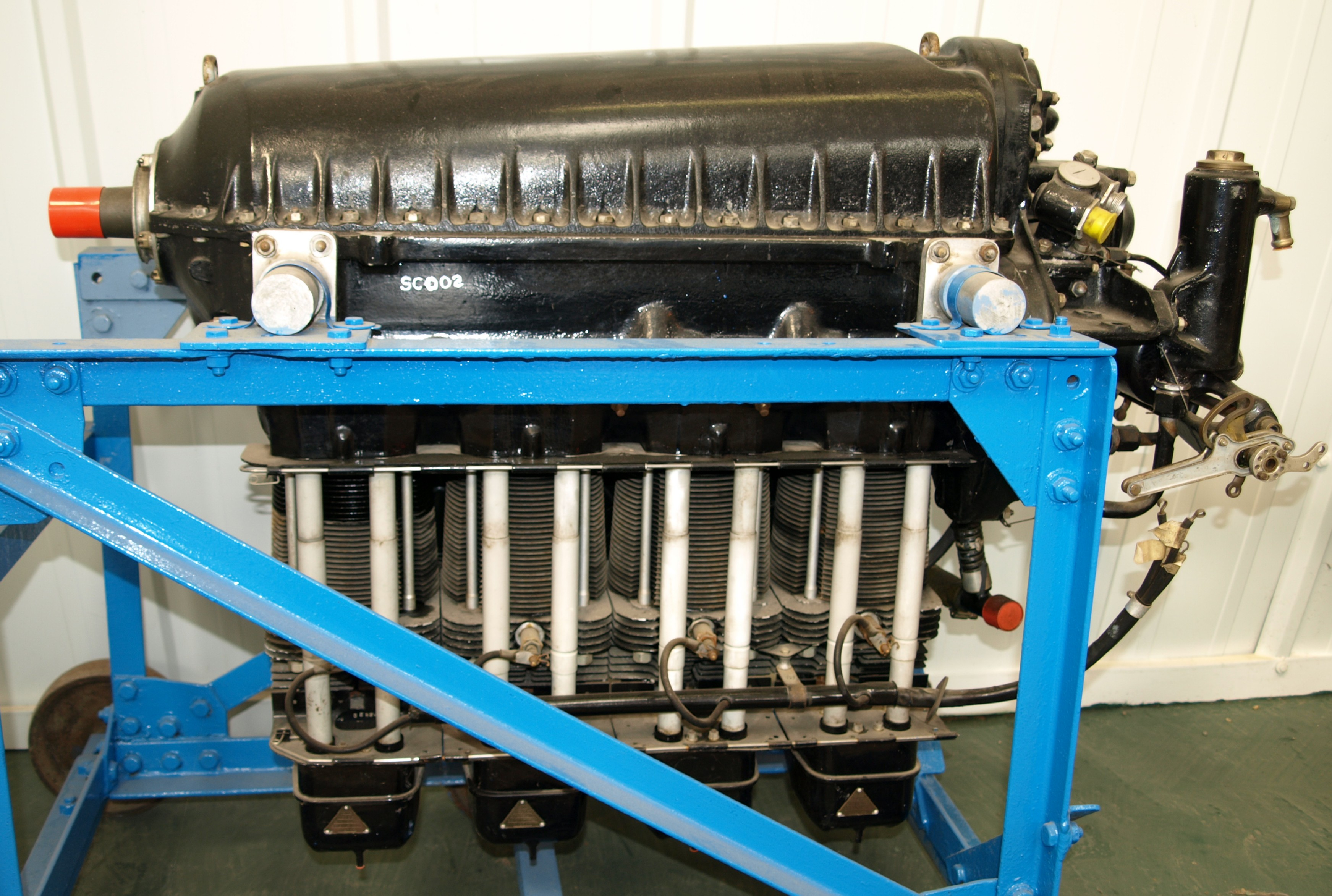
Lotniczy silnik czterocylindrowy, rzędowy de Havilland Gipsy Major.

- Silnik czterocylindrowy rzędowy de Havilland Gipsy Major chłodzony powietrzem o mocy startowej 130 KM i mocy nominalnej 120 KM przy 2100 obr./min o masie 140 kg. Łoże silnika spawane z rur stalowych. Śmigło drewniane, stałe, dwułopatowe, Szomański. Można było również użyć silnika PZInż. Major.